# Indian - La grande sfida
Indian - La grande sfida (The World's Fastest Indian) è un film del 2005 diretto da Roger Donaldson.
Film biografico ispirato alla vita e alla carriera del motociclista Burt Munro, interpretato da Anthony Hopkins. Donaldson è regista, sceneggiatore e co-produttore.

## Trama
Burt Munro è un ultrasessantenne che vive in un quartiere periferico di Invercargill, la città più a sud della Nuova Zelanda. Tra le ordinate villette a schiera con il giardino curato, il suo capanno di mattoni grigi circondato dall'erba alta lascia intendere che i pensieri di Burt sono costantemente puntati altrove. È un uomo cortese, semplice e solo, che fa colazione con le uova delle sue galline e prepara il tè con l'acqua piovana e i limoni dell'alberello su cui orina tutte le mattine.
Il suo unico amico è Tom, il giovanissimo figlio dei suoi vicini di casa. La sua vita ruota intorno alla sua Indian Scout dell'esercito del 1920, che cura con amore paterno. Si occupa della sua manutenzione e preparazione in maniera artigianale, fondendo personalmente nuovi pistoni partendo da metalli ottenuti sciogliendo quelli di produzione di varie case costruttrici. Una mensola del suo capanno è affollata dei componenti che ha realizzato in passato e che si sono rotti durante i rispettivi collaudi. Su questa mensola c'è scritto "Offerte al dio della velocità".
Il sogno di Burt è quello di battere il record di velocità della sua categoria (motociclette con motore bicilindrico e cilindrata inferiore ai 1000 cm³). È assolutamente sicuro di farcela, ma non può verificarlo se non sul lago di Bonneville nello Utah, dove si svolge annualmente, ancora oggi, la Speed Week, una manifestazione organizzata dalla Southern California Timing Association e dalla Bonneville Inc in cui è possibile spingere al massimo i propri veicoli ed essere cronometrati su tratti lunghi diverse miglia. Fino al momento della partenza Burt provava la velocità della Indian solo su una lunga e liscia spiaggia vicino ad Invercargill, ma l'assenza di strumenti di misurazione impediva la misurazione della prestazione.
Burt tenta di finanziare il viaggio rivolgendosi alla banca, mentre la sua comunità organizza una festa ed una colletta a favore dell'impresa, benché tutti nel quartiere, escluso il piccolo Tom, lo reputino un illuso a pensare di ottenere dei risultati apprezzabili. Mentre Burt è sul palco per un breve discorso di ringraziamento irrompe in sala una banda di motociclisti in sella a moto inglesi, per lo più Triumph. Il loro leader scende dalla sua Triumph 6T Thunderbird e lo sfida ad una corsa sulla spiaggia. Burt inizialmente sembra perplesso, ma rilancia la sfida con una scommessa in denaro, avendo cieca fiducia nei propri mezzi. Perderà la corsa a causa di una caduta, ma non prima di aver letteralmente umiliato le Triumph degli avversari.
Una delle notti successive Fran, una vecchia amica di Burt lo va a trovare nel suo capanno. Al risveglio però si ritrova vittima di un lieve attacco cardiaco. La donna chiama l'ambulanza e Burt viene ricoverato in ospedale. Dopo le analisi gli viene diagnosticato un problema cardiaco e prescritto assoluto riposo, dunque la sua carriera motociclistica è terminata. Forse proprio questa diagnosi è la spinta decisiva per Munro, visto che, come confida a Tom, potrebbe essere la sua unica chance.
Il giorno della partenza viene salutato da tutto il vicinato e, lungo la strada verso il porto, la banda di motociclisti lo raggiunge e gli consegna del denaro per la sua impresa. Per risparmiare sul viaggio Burt presta servizio in un mercantile come cuoco. Giunto a Los Angeles è fortemente stupito dal numero di automobili circolanti, dalla quantità di luci e dai costi esorbitanti della vita. La sua gentilezza colpisce il portinaio transgender del motel dove alloggia, che lo assiste nell'acquisto di un'auto e nel ritiro della sua moto al porto. Burt colpisce anche il commerciante di auto dopo aver riparato la vettura che gli aveva appena venduto.
Durante il lungo viaggio verso Wendover, Burt conosce un nativo americano che lo trae d'impiccio quando si trovava fermo a lato di una strada deserta (probabilmente a cavallo del confine tra California e Nevada) con la ruota del suo carrello staccata. Inoltre questo personaggio gli fornisce un rimedio contro i dolori alla prostata di cui Burt soffre a causa della sua età avanzata. Una volta ripartito, si ferma presso una casa lungo la strada cercando una saldatrice. La donna che vi abita, Ada, si dimostra molto ospitale: gli lascia utilizzare gli attrezzi del suo defunto marito, gli insegna ad evitare l'attacco dei serpenti a sonagli e lo fa dormire in casa sua. A condividere il viaggio di Munro è in ultimo un giovane soldato in congedo dal Vietnam, al quale hanno detto che la guerra durerà ancora poco. Burt, come con Tom, si dimostra saggio e incoraggiante.
Quando Burt raggiunge Bonneville, passa la notte in auto sul lago salato. Al suo risveglio giunge il pluricampione Jim Moffet, che di prima mattina controlla le condizioni meteo. La passione e la spontaneità del protagonista colpiscono anche lui, che avrà un ruolo chiave nel far concedere alla Indian di correre, visto che l'iscrizione alla competizione non era stata fatta.
Immediatamente si fa riconoscere all'interno del paddock per la sua dedizione all'impresa e passione, tanto che in diversi gli prestano il loro aiuto sia per la corsa che per l'alloggio. Memorabile ed emozionante è la scena in cui gli viene concesso di fare una prova sulla pista: i giudici e gli amici seguono Burt, che procede a bassa velocità per dimostrare che possiede equilibrio quando, all'improvviso, un boato fuoriesce dagli scarichi a megafono (tipici di quell'epoca) e la Indian scatta in avanti a velocità incredibile ed inaspettata.
Burt viene ammesso alla competizione e stabilisce il record di velocità su terra della sua categoria. Burt ritornò là altre nove volte, partecipando alla Speed Week e stabilendo nel 1967 il record assoluto della sua categoria, che ancora oggi è imbattuto!

## Produzione
Il regista Roger Donaldson, che realizzò nel 1971 un documentario di 20 minuti su Burt Munro per la NZBC (New Zealand Broadcasting Corporation), intitolato Offerings to the God of Speed, all'epoca dell'uscita del film dichiarò di aver lavorato allo sviluppo della sceneggiatura per oltre vent'anni.

## Distribuzione
La prima mondiale del film si è tenuta il 10 settembre 2005 al Toronto Film Festival; la prima statunitense ha avuto luogo il 7 dicembre 2005 nelle metropoli di Los Angeles e New York. La distribuzione cinematografica negli Stati Uniti è cominciata il 3 febbraio 2006, mentre in Italia il 6 aprile 2006.